# Central do Maranhão
Central do Maranhão este un oraș în Maranhão (MA), Brazilia.